# Live at the Stabler Arena
Live at the Stabler Arena è il primo DVD pubblicato dalla band statunitense post-grunge Breaking Benjamin. La pubblicazione è avvenuta nel mese di aprile del 2007, con il nome Phobia Collector's Edition, in contemporanea con la riuscita dell'album dell'anno precedente, Phobia appunto: soggetto del DVD è il concerto tenuto dalla band a Bethlehem (PA) all'interno della Stabler Arena l'11 febbraio 2007. Il videoclip del singolo Breath è stato registrato proprio in occasione di questo concerto.

## Tracce
1. Polyamorous
2. Home
3. Shallow Bay
4. Breakdown
5. Topless
6. Away
7. The Diary of Jane
8. Dance with the Devil
9. Until the End
10. Had Enough
11. Sooner or Later
12. Break My Fall
13. So Cold
14. Breath
15. Evil Angel

## Formazione
- Ben Burnley - voce, chitarra
- Aaron Fink - chitarra
- Mark James Klepaski - basso
- Chad Szeliga - batteria